# Сусак
Сусак (на хърватски: Susak, италиански Sansego) е малък хърватски остров в Адриатическо море, в залива Кварнер. В административно отношение влиза в състава на Приморско-горанска жупания.

## Общи сведения
Името на Сусак е производно от гръцкото Sansegus – риган, една култура, която в изобилие е отглеждана на острова. Сусак е с площ 3,8 км², дължина около 3 км и ширина 1,5 км, дължина на бреговата линия 12,921 км. Най-високата точка е Гарба (98 м).
В геоложко отношение Сусак е доста по-различен от останалите острови в Адриатическо море, тъй като е формиран от фин пясък положен върху варовикова скална основа. Как точно е станало това все още е предмет на научен спор, според някои изследователи причина е утаяването на води от река По през последната ледникова епоха (Сусак е отдалечен само на 120 км от италианския бряг). Поради порьозната почва, на острова няма постоянни водоеми или речни потоци.

## История
Сусак е населяван от дълбока древност. Тук са живели илирите, впоследствие островът е владян от римляните. През X и XI в. е управляван от Хърватското кралство, през 1071 г. хърватският крал Петър Крешимир IV предоставя права на бенедиктинския орден да построи манастир на Сусак. През XIII в. Сусак е отстъпен на Венеция и е нейно притежание до падането ѝ през 1797 г. Последвал конфликтът между Австрия и Наполеонова Франция, който приключил в полза на австрийците и те станали новите господари на острова.
След Първата световна война и Сенжерменския договор от 1919 г. Сусак заедно с други територии е даден на Италия, но италианското владичество на острова продължава само до 1945 г., когато Сусак става част от Югославия.
На 25 юни 1991 г. Хърватия обявява независимост с референдум след разпада на Югославия и оттогава до днес Сусак е част от хърватската държава.

## Население
Населението на острова е 151 души (2011).